# Tampakan
Tampakan là một đô thị hạng 4 ở tỉnh South Cotabato, Philippines. Theo điều tra dân số năm 2000 của Philipin, đô thị này có dân số 33.011 người trong 6.754 hộ.

## Các đơn vị hành chính
Tampakan được chia thành 14 barangay.
- Santa Cruz
- Maltana
- San Isidro
- Maltana
- Kipalbig
- Buto
- Lambayong
- Liberty
- Lampitak
- Palo
- Danlag
- Pula Bato
- Albagan
- Tablu